# Spoorlijn Koblenz - Stein-Säckingen
De spoorlijn Koblenz - Stein-Säckingen is een Zwitserse spoorlijn tussen Koblenz en Stein-Säckingen gelegen in kanton Aargau.

## Geschiedenis
Het traject werd door de Bötzbergbahn (BöB) op 1 augustus 1892 geopend. Het personenvervoer op het traject tussen Laufenburg en Koblenz werd in 1994 beëindigd.

## Treindiensten
Het lokaal personenvervoer wordt op dit traject tussen Basel en Laufenburg uitgevoerd door de Schweizerische Bundesbahnen (SBB).

## Aansluitingen
In de volgende plaatsen is of was er een aansluiting van de volgende spoorlijnen:

### Koblenz
- Winterthur - Koblenz, spoorlijn tussen Winterthur en Koblenz
- Waldshut - Turgi, spoorlijn tussen Waldshut en Turgi

### Stein-Säckingen
- Bözberglinie, spoorlijn tussen Basel en Zürich

## Elektrische tractie
Het traject werd geëlektrificeerd met een spanning van 15.000 volt 16 2/3 Hz wisselstroom.

## Afbeeldingen

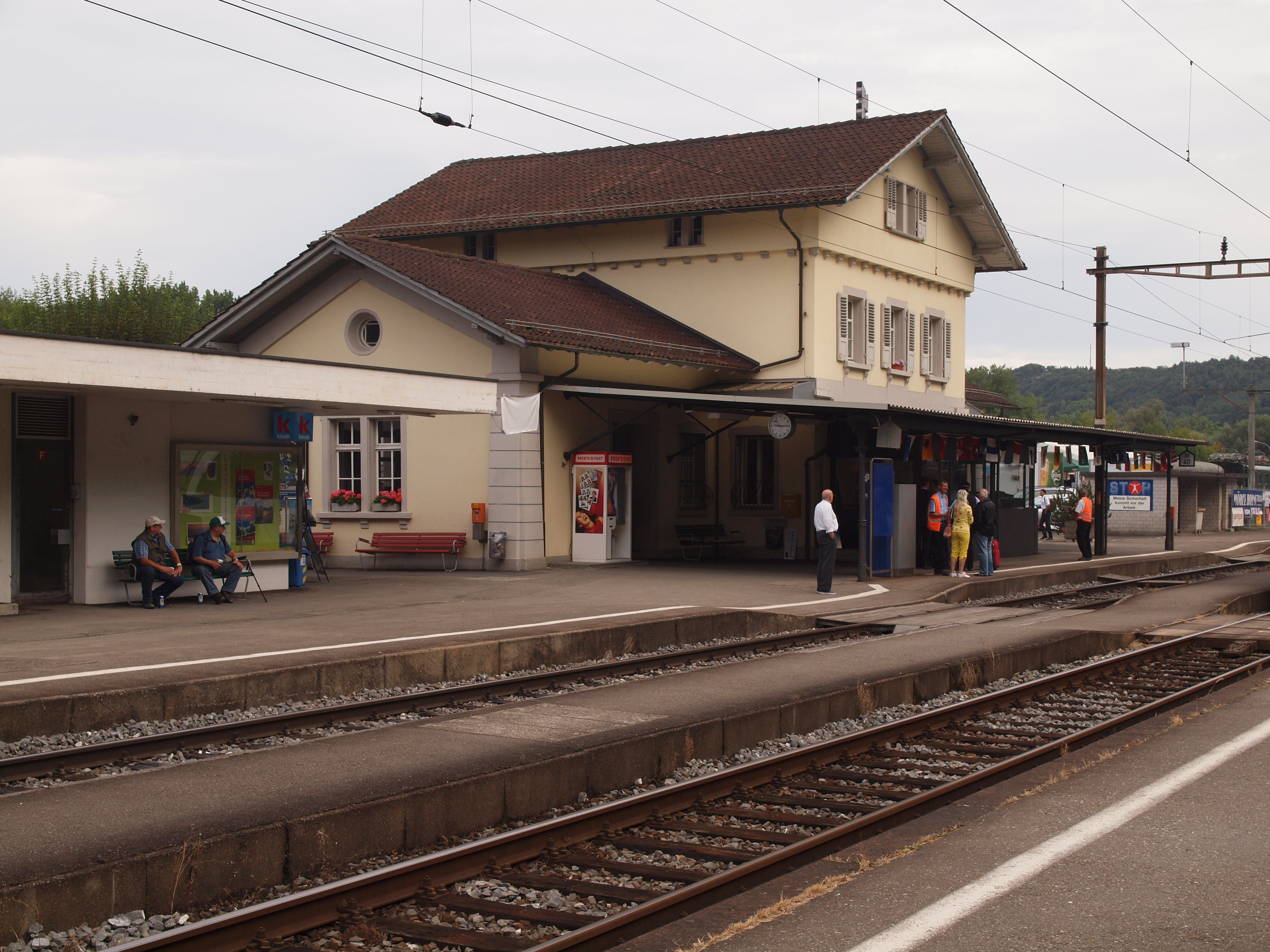
Station Koblenz
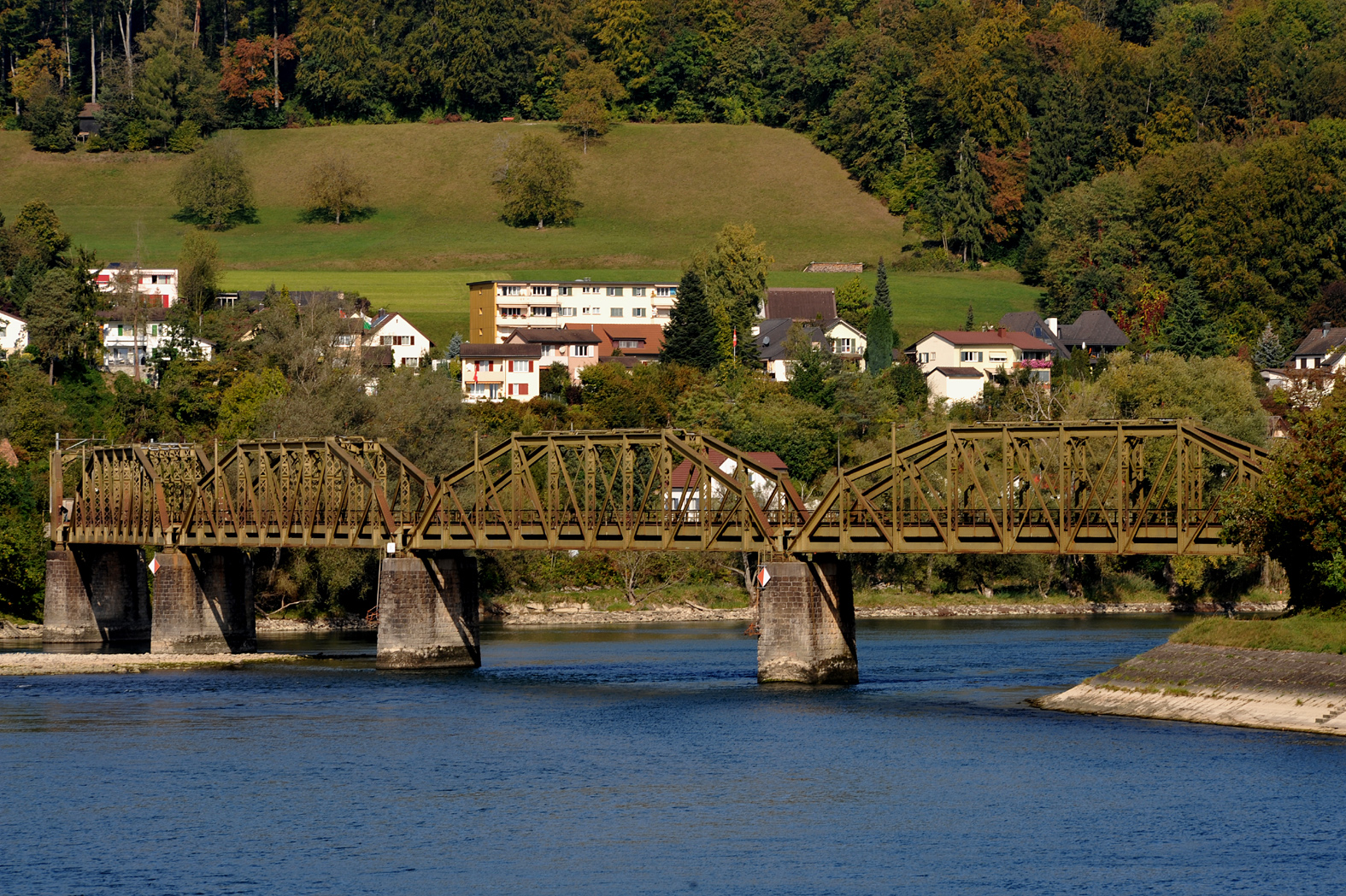
Brug over de Aare